# Discographie de Flo Rida
La discographie du rappeur américain Flo Rida est composée de 3 albums studio, de 2 EPs, 12 singles.

## Albums

### Albums studio
| Titre                                                             | Détails de l'album                                                                            | Meilleure position | Meilleure position | Meilleure position | Meilleure position | Meilleure position | Meilleure position | Meilleure position | Meilleure position | Meilleure position | Meilleure position | Certifications                   |
| Titre                                                             | Détails de l'album                                                                            | É-U                | AUS                | AUT                | CAN                | FRA                | ALL                | IRL                | N-Z                | SUI                | R-U                | Certifications                   |
| ----------------------------------------------------------------- | --------------------------------------------------------------------------------------------- | ------------------ | ------------------ | ------------------ | ------------------ | ------------------ | ------------------ | ------------------ | ------------------ | ------------------ | ------------------ | -------------------------------- |
| Mail on Sunday                                                    | - Sortie : 17 mars 2008 - Label : Atlantic, Poe Boy - Format : CD, téléchargement digital     | 4                  | 21                 | —                  | 4                  | 129                | 50                 | 57                 | 14                 | 60                 | 29                 | - AUS : Or - R-U : Or - CAN : Or |
| R.O.O.T.S.                                                        | - Sortie : 23 mars 2009 - Label : Atlantic, Poe Boy - Format : CD, téléchargement digital     | 8                  | 6                  | 21                 | 6                  | 25                 | 21                 | 13                 | 13                 | 14                 | 5                  | - R-U : Argent - CAN : Or        |
| Only One Flo (Part 1)                                             | - Sortie : 24 novembre 2010 - Label : Atlantic, Poe Boy - Format : CD, téléchargement digital | 107                | 82                 | —                  | 70                 | —                  | —                  | —                  | —                  | —                  | 179                |                                  |
| Wild Ones                                                         | - Sortie : 3 juillet 2012 - Label : Atlantic, Poe Boy - Format : CD, téléchargement digital   | 14                 | 5                  | 8                  | 1                  | 19                 | 16                 | 9                  | 6                  | 7                  | 8                  | - CAN : Or                       |
| « — » indique que l'album n'est pas sorti ou classé dans le pays. |                                                                                               |                    |                    |                    |                    |                    |                    |                    |                    |                    |                    |                                  |

### Extended plays
| Titre                                                             | Détails de l'album                                                                           | Meilleure position | Meilleure position |
| Titre                                                             | Détails de l'album                                                                           | AUS                | N-Z                |
| ----------------------------------------------------------------- | -------------------------------------------------------------------------------------------- | ------------------ | ------------------ |
| iTunes Live: London Festival '09                                  | - Sortie : 15 juillet 2009 - Label : Atlantic - Format : Téléchargement digital              | —                  | —                  |
| Good Feeling                                                      | - Sortie : 6 avril 2012 - Label : Sony Music Australia - Format : CD, téléchargement digital | 12                 | 5                  |
| « — » indique que l'album n'est pas sorti ou classé dans le pays. |                                                                                              |                    |                    |

## Chansons

### Singles
| Titre                                                                  | Année | Meilleure position | Meilleure position | Meilleure position | Meilleure position | Meilleure position | Meilleure position | Meilleure position | Meilleure position | Meilleure position | Meilleure position | Certifications | Album                 |
| Titre                                                                  | Année | É-U                | AUS                | AUT                | CAN                | ALL                | IRL                | N-Z                | SUE                | SUI                | R-U                | Certifications | Album                 |
| ---------------------------------------------------------------------- | ----- | ------------------ | ------------------ | ------------------ | ------------------ | ------------------ | ------------------ | ------------------ | ------------------ | ------------------ | ------------------ | --- | --------------------- |
| Low (featuring T-Pain)                                                 | 2007  | 1                  | 1                  | 9                  | 1                  | 13                 | 1                  | 1                  | 17                 | 13                 | 2                  | - É-U : 6× Platine - AUS : 3× Platine - ALL : Or - CAN : 3× Platine - N-Z : 2× Platine                                                     | Mail on Sunday        |
| Elevator (featuring Timbaland)                                         | 2008  | 16                 | 13                 | 69                 | 10                 | 34                 | 11                 | 10                 | 19                 | 92                 | 20                 | - É-U : Or - AUS : Or - CAN : Or | Mail on Sunday        |
| In the Ayer (featuring will.i.am)                                      | 2008  | 9                  | 19                 | —                  | 13                 | 50                 | 13                 | 9                  | 20                 | —                  | 29                 | - É-U : 2× Platine - CAN : Platine | Mail on Sunday        |
| Right Round (featuring Kesha)                                          | 2009  | 1                  | 1                  | 2                  | 1                  | 4                  | 1                  | 2                  | 2                  | 2                  | 1                  | - É-U : 5× Platine - AUS : 3× Platine - ALL : Or - CAN : 4× Platine - N-Z : Or                                                             | R.O.O.T.S.            |
| Sugar (featuring Wynter)                                               | 2009  | 5                  | 20                 | 28                 | 8                  | 37                 | 14                 | 2                  | 31                 | 40                 | 18                 | - É-U : Platine - CAN : Or | R.O.O.T.S.            |
| Jump (featuring Nelly Furtado)                                         | 2009  | 54                 | 18                 | 34                 | 32                 | 27                 | 26                 | 33                 | —                  | —                  | 21                 | | R.O.O.T.S.            |
| Be on You (featuring Ne-Yo)                                            | 2009  | 19                 | —                  | —                  | 61                 | —                  | —                  | —                  | —                  | —                  | 51                 | | R.O.O.T.S.            |
| Club Can't Handle Me (featuring David Guetta)                          | 2010  | 9                  | 3                  | 3                  | 4                  | 4                  | 1                  | 3                  | 11                 | 3                  | 1                  | - É-U : 2× Platine - AUS : 3× Platine - ALL : Or - SUI : Platine - CAN : 3× Platine - N-Z : Or                                             | Only One Flo (Part 1) |
| Turn Around (5, 4, 3, 2, 1)                                            | 2010  | 98                 | 12                 | 7                  | 46                 | 8                  | 36                 | 33                 | 54                 | 21                 | 41                 | - AUS : 2× Platine - ALL : Or | Only One Flo (Part 1) |
| Who Dat Girl (featuring Akon)                                          | 2011  | 29                 | 10                 | 45                 | 16                 | —                  | —                  | —                  | —                  | —                  | 64                 | - AUS : Platine - CAN : Platine | Only One Flo (Part 1) |
| Good Feeling                                                           | 2011  | 3                  | 4                  | 1                  | 2                  | 1                  | 1                  | 5                  | 4                  | 3                  | 1                  | - É-U : 2× Platine - AUS : 5× Platine - ALL : Platine - AUT : Or - SUÈE : 3× Platine - SUI : Platine - CAN : 4× Platine - N-Z : 2× Platine | Wild Ones             |
| Wild Ones (featuring Sia)                                              | 2011  | 5                  | 1                  | 3                  | 1                  | 6                  | 3                  | 1                  | 3                  | 3                  | 4                  | - É-U : Platine - AUS : 6× Platine - ALL : Or - AUT : Or - SUÈ: 3× Platine - CAN : Platine - N-Z : 2× Platine                              | Wild Ones             |
| Whistle                                                                | 2012  | 1                  | 1                  | 2                  | 2                  | 2                  | 1                  | 1                  | 1                  | 1                  | 2                  | - AUS : 3× Platine - N-Z : Platine | Wild Ones             |
| I Cry                                                                  | 2012  | 8                  | 3                  | 6                  | 9                  | 10                 | 12                 | 4                  | 9                  | 9                  | 3                  | | Wild Ones             |
| Let It Roll                                                            | 2012  | —                  | 7                  | 6                  | 23                 | 24                 | 34                 | 18                 | —                  | —                  | 17                 | | Wild Ones             |
| « — » indique que la chanson n'est pas sortie ou classée dans le pays. |       |                    |                    |                    |                    |                    |                    |                    |                    |                    |                    | |                       |

### Singles en featuring
| Titre                                                                    | Année | Meilleure position | Meilleure position | Meilleure position | Meilleure position | Meilleure position | Meilleure position | Meilleure position | Meilleure position | Meilleure position | Meilleure position | Certifications | Album                                 |
| Titre                                                                    | Année | É-U                | AUS                | AUT                | CAN                | ALL                | IRL                | NZ                 | SUE                | SUI                | R-U                | Certifications | Album                                 |
| ------------------------------------------------------------------------ | ----- | ------------------ | ------------------ | ------------------ | ------------------ | ------------------ | ------------------ | ------------------ | ------------------ | ------------------ | ------------------ | --- | ------------------------------------- |
| Move Shake Drop (DJ Laz featuring Flo Rida, Casely et Pitbull)           | 2008  | 56                 | —                  | —                  | —                  | —                  | —                  | —                  | —                  | —                  | —                  | | Category 6                            |
| We Break the Dawn (Part 2)" (Michelle Williams featuring Flo Rida)       | 2008  | —                  | —                  | —                  | —                  | —                  | —                  | —                  | —                  | —                  | —                  | | Unexpected                            |
| Running Back (Jessica Mauboy featuring Flo Rida)                         | 2008  | —                  | 3                  | —                  | —                  | —                  | —                  | —                  | —                  | —                  | —                  | - ARIA : 2× Platine | Been Waiting                          |
| Just Know Dat (Brisco featuring Flo Rida and Lil Wayne)                  | 2008  | —                  | —                  | —                  | —                  | —                  | —                  | —                  | —                  | —                  | —                  | | Street Medicine                       |
| Feel It (DJ Felli Fel featuring T-Pain, Sean Paul, Flo Rida and Pitbull) | 2009  | —                  | —                  | —                  | —                  | —                  | —                  | —                  | —                  | —                  | —                  | | Go DJ!                                |
| Sunshine (Phyllisia featuring Ne-Yo and Flo Rida)                        | 2009  | —                  | —                  | —                  | —                  | —                  | —                  | —                  | —                  | —                  | —                  | | singles non inclus dans un album      |
| Good Girls Like Bad Boys (Jadyn Maria featuring Flo Rida)                | 2009  | —                  | —                  | —                  | —                  | —                  | —                  | —                  | —                  | —                  | —                  | | singles non inclus dans un album      |
| Cause a Scene (Teairra Marí featuring Flo Rida)                          | 2009  | —                  | —                  | —                  | —                  | —                  | —                  | —                  | —                  | —                  | —                  | | singles non inclus dans un album      |
| Ruff Me Up (Brooke Hogan featuring Flo Rida)                             | 2009  | —                  | —                  | —                  | —                  | —                  | —                  | —                  | —                  | —                  | —                  | | The Redemption                        |
| Come Alive (Masha K featuring Flo Rida)                                  | 2009  | —                  | —                  | —                  | —                  | —                  | —                  | —                  | —                  | —                  | —                  | | Single non inclus dans un album       |
| Bad Boys (Alexandra Burke featuring Flo Rida)                            | 2009  | —                  | —                  | 22                 | —                  | 14                 | 1                  | —                  | 6                  | 12                 | 1                  | - BPI : Platine - IFPI SUE : 2× Platine                                                                                    | Overcome                              |
| Drop That (Mista Mac featuring Flo Rida, Brisco and Ball Greezy)         | 2009  | —                  | —                  | —                  | —                  | —                  | —                  | —                  | —                  | —                  | —                  | | Live from the 305                     |
| Feelin' on My A (Dear Jayne featuring Flo Rida)                          | 2009  | —                  | —                  | —                  | —                  | —                  | —                  | —                  | —                  | —                  | —                  | | Singles non inclus dans un album      |
| Kick It Out (Boom Boom Satellites featuring Tahj Mowry and Flo Rida)     | 2009  | —                  | —                  | —                  | —                  | —                  | —                  | —                  | —                  | —                  | —                  | | Singles non inclus dans un album      |
| Candy Girl (Sugar Sugar) (Inner Circle featuring Flo Rida)               | 2009  | —                  | —                  | —                  | —                  | —                  | —                  | —                  | —                  | —                  | —                  | | Bringin' da Heat                      |
| Dance with Me (Aaron Carter featuring Flo Rida)                          | 2009  | —                  | —                  | —                  | —                  | —                  | —                  | —                  | —                  | —                  | —                  | | Non-album single                      |
| Feel It (Three 6 Mafia vs. Tiësto featuring Sean Kingston et Flo Rida)   | 2009  | 78                 | —                  | 20                 | 33                 | 21                 | 40                 | —                  | —                  | —                  | 83                 | - MC : Or | Laws of Power                         |
| What Girls Like (Smokey featuring Flo Rida and Git Fresh)                | 2010  | —                  | —                  | —                  | —                  | —                  | —                  | —                  | —                  | —                  | —                  | | Singles non inclus dans un album      |
| Drop (Ultimate featuring Flo Rida and Git Fresh)                         | 2010  | —                  | —                  | —                  | —                  | —                  | —                  | —                  | —                  | —                  | —                  | | Singles non inclus dans un album      |
| Dancin' for Me (J. Lewis featuring Flo Rida)                             | 2010  | —                  | —                  | —                  | —                  | —                  | —                  | —                  | —                  | —                  | —                  | | Singles non inclus dans un album      |
| "Caught Me Slippin" (Starboy Nathan featuring Flo Rida)                  | 2010  | —                  | —                  | —                  | —                  | —                  | —                  | —                  | —                  | —                  | —                  | | Singles non inclus dans un album      |
| iYiYi[A] (Cody Simpson featuring Flo Rida)                               | 2010  | 112                | 19                 | —                  | 73                 | —                  | —                  | 29                 | —                  | —                  | —                  | - ARIA : Or - MC : Or | 4 U                                   |
| Let Me Show U (Wesley featuring Flo Rida)                                | 2010  | —                  | —                  | —                  | —                  | —                  | —                  | —                  | —                  | —                  | —                  | | Single non inclus dans un album       |
| You Make the Rain Fall (Kevin Rudolf featuring Flo Rida)                 | 2010  | —                  | —                  | —                  | 59                 | —                  | —                  | —                  | —                  | —                  | —                  | | To the Sky                            |
| Higher (The Saturdays featuring Flo Rida)                                | 2010  | —                  | —                  | —                  | —                  | —                  | 11                 | —                  | —                  | —                  | 10                 | | Headlines!                            |
| SMH (Shakin' My Head) (Detail featuring Flo Rida)                        | 2010  | —                  | —                  | —                  | —                  | —                  | —                  | —                  | —                  | —                  | —                  | | Singles non inclus dans un album      |
| Dance with Me (Justice Crew featuring Flo Rida)                          | 2011  | —                  | 44                 | —                  | —                  | —                  | —                  | —                  | —                  | —                  | —                  | - ARIA : Or | Singles non inclus dans un album      |
| Anywhere (Kevin Lyttle featuring Flo Rida)                               | 2011  | —                  | —                  | —                  | —                  | —                  | —                  | —                  | —                  | —                  | —                  | | Singles non inclus dans un album      |
| Where Them Girls At (David Guetta featuring Flo Rida and Nicki Minaj)    | 2011  | 14                 | 6                  | 3                  | 3                  | 5                  | 5                  | 6                  | 7                  | 3                  | 3                  | - RIAA : Platine - ARIA : 2× Platine - BPI : Argent - BVMI: Or - IFPI AUT: Or - IFPI SUE : Or - IFPI SUI : Or - RIANZ : Or | Nothing but the Beat                  |
| Club Rocker (Inna featuring Flo Rida)                                    | 2011  | —                  | —                  | 14                 | —                  | 55                 | —                  | —                  | —                  | 64                 | —                  | | I Am the Club Rocker                  |
| Hangover (Taio Cruz featuring Flo Rida)                                  | 2011  | 62                 | 3                  | 1                  | 13                 | 2                  | 22                 | 10                 | 14                 | 1                  | 27                 | - ARIA : 4× Platine - BVMI : Platine - IFPI AUT: 2× Platine - IFPI SUE : 2× Platine - IFPI SUI : 3× Platine - RIANZ : Or   | TY.O                                  |
| Take Over (Mizz Nina featuring Flo Rida)                                 | 2011  | —                  | —                  | —                  | —                  | —                  | —                  | —                  | —                  | —                  | —                  | | Singles non inclus dans un album      |
| Baby It's the Last Time (R.J. featuring Flo Rida et Qwote)               | 2012  | —                  | —                  | 59                 | —                  | 93                 | —                  | —                  | —                  | —                  | —                  | | Singles non inclus dans un album      |
| I'm Tired (Phyllisia featuring Flo Rida)                                 | 2012  | —                  | —                  | —                  | —                  | —                  | —                  | —                  | —                  | —                  | —                  | | Singles non inclus dans un album      |
| Quiero Creer (Beto Cuevas featuring Flo Rida)                            | 2012  | —                  | —                  | —                  | —                  | —                  | —                  | —                  | —                  | —                  | —                  | | Transformación                        |
| Goin' In (Jennifer Lopez featuring Flo Rida)                             | 2012  | —                  | —                  | 69                 | 54                 | —                  | —                  | —                  | —                  | —                  | —                  | | Step Up Revolution bande son          |
| Get Low (Waka Flocka Flame featuring Nicki Minaj, Tyga et Flo Rida)      | 2012  | 72                 | —                  | —                  | 58                 | —                  | —                  | —                  | —                  | —                  | —                  | | Triple F Life: Friends, Fans & Family |
| Troublemaker (Olly Murs featuring Flo Rida)                              | 2012  | 25                 | 4                  | 3                  | 15                 | 2                  | 3                  | 5                  | 31                 | 8                  | 1                  | | Right Place Right Time                |
| Say You're Just a Friend (Austin Mahone featuring Flo Rida)              | 2012  | —                  | —                  | —                  | —                  | —                  | —                  | —                  | —                  | —                  | —                  | | Extended Play                         |
| "—" signifie que le single n'est pas sorti ou classé dans le pays.       |       |                    |                    |                    |                    |                    |                    |                    |                    |                    |                    | |                                       |

### Singles promotionnel
| Birthday[B]                                                        | 2007 | —  | 107 | —  | —   | Mail on Sunday            |
| Radio                                                              | 2007 | —  | —   | —  | —   | Mail on Sunday            |
| Roll (featuring Sean Kingston)                                     | 2008 | 61 | —   | 43 | —   | Mail on Sunday            |
| Shone (featuring Pleasure P)                                       | 2009 | 57 | 81  | 38 | 144 | R.O.O.T.S.                |
| Touch Me                                                           | 2009 | —  | —   | —  | —   | R.O.O.T.S.                |
| Balla (featuring Brisco and Billy Blue)                            | 2009 | —  | —   | —  | —   | R.O.O.T.S.                |
| Available (featuring Akon)                                         | 2009 | —  | —   | 89 | —   | R.O.O.T.S.                |
| Come with Me[C]                                                    | 2010 | —  | 115 | —  | —   | Only One Flo (Part 1)     |
| Turn Around, Pt. 2 (with Pitbull)                                  | 2011 | —  | —   | —  | —   | Non-album single          |
| In the Dark (Remix) (Dev featuring Flo Rida)                       | 2011 | —  | —   | —  | —   | The Night the Sun Came Up |
| "—" signifie que le single n'est pas sorti ou classé dans le pays. |      |    |     |    |     |                           |

### Autres chansons
| Titre                                                        | Année | Meilleure position | Meilleure position | Meilleure position | Meilleure position | Album     |
| Titre                                                        | Année | É-U                | AUS                | CAN                | R-U                | Album     |
| ------------------------------------------------------------ | ----- | ------------------ | ------------------ | ------------------ | ------------------ | --------- |
| Starstruck[D] (Lady Gaga featuring Flo Rida et Space Cowboy) | 2008  | 107                | 74                 | 191                | —                  | The Fame  |
| Run (featuring Redfoo)                                       | 2012  | —                  | 44                 | 29                 | —                  | Wild Ones |
| In My Mind (Part 2) (featuring Georgi Kay)                   | 2012  | —                  | 44                 | —                  | —                  | Wild Ones |

### Autres apparitions
| Titre                      | Année | Artistes                                                      | Album                   |
| -------------------------- | ----- | ------------------------------------------------------------- | ----------------------- |
| Bitch I'm from Dade County | 2007  | DJ Khaled, Trick Daddy, Trina, Rick Ross, Brisco, C-Ride, Dre | We the Best             |
| Liar Liar                  | 2008  | Girlicious                                                    | Girlicious              |
| Go Ahead                   | 2008  | DJ Khaled, Fabolous, Lloyd, Rick Ross, Fat Joe                | We Global               |
| Written on Her (Remix)     | 2009  | Birdman, Jay Sean, Mack Maine                                 | Priceless               |
| Baby Makin' Nigga          | 2009  | Mike Epps                                                     | Funny Bidness: Da Album |
| I Know You Got a Man       | 2010  | Ludacris                                                      | Battle of the Sexes     |
| White Girl                 | 2010  | Trina, Git Fresh                                              | Amazin'                 |
| Change Your Life           | 2012  | Far East Movement, Sidney Samson                              | Dirty Bass              |

## Clips vidéo
| Titre                                         | Année | Réalisateur(s)  |
| --------------------------------------------- | ----- | --------------- |
| Low (featuring T-Pain)                        | 2007  | Bernard Gourley |
| Elevator (featuring Timbaland)                | 2008  | Gil Green       |
| In the Ayer (featuring will.i.am)             | 2008  | Shane Drake     |
| Right Round (featuring Kesha)                 | 2009  | Malcolm Jones   |
| Shone (featuring Pleasure P)                  | 2009  | Zollo           |
| Sugar (featuring Wynter)                      | 2009  | Shane Drake     |
| Available (featuring Akon)                    | 2009  | David Rousseau  |
| Jump (featuring Nelly Furtado)                | 2009  | Chris Robinson  |
| Club Can't Handle Me (featuring David Guetta) | 2010  | Marc Klasfeld   |
| Turn Around (5, 4, 3, 2, 1)                   | 2010  | Dale Resteghini |
| Who Dat Girl (featuring Akon)                 | 2011  | Ray Kay         |
| Good Feeling                                  | 2011  | Erik White,     |
| "Wild Ones" (featuring Sia)                   | 2011  | Erik White,     |
| Whistle                                       | 2012  | Marc Klasfeld   |

### En tant qu'artiste invité
| Title                                                                 | Année | Réalisateur(s)  |
| --------------------------------------------------------------------- | ----- | --------------- |
| Move Shake Drop (DJ Laz featuring Flo Rida et Casely)                 | 2008  | NC              |
| Running Back (Jessica Mauboy featuring Flo Rida)                      | 2008  | Fin Edquist     |
| Good Girls Like Bad Boys (Jadyn Maria featuring Flo Rida)             | 2009  | Claire Carre    |
| "Bad Boys" (Alexandra Burke featuring Flo Rida)                       | 2009  | Bryan Barber    |
| Dancin' for Me (J. Lewis featuring Flo Rida)                          | 2010  | Jeffrey Elmont  |
| You Make the Rain Fall (Kevin Rudolf featuring Flo Rida)              | 2010  | Alex Moors      |
| Higher (The Saturdays featuring Flo Rida)                             | 2010  | Taylor Cohen    |
| Where Them Girls At (David Guetta featuring Flo Rida and Nicki Minaj) | 2011  | Dave Meyers     |
| Hangover (Taio Cruz featuring Flo Rida)                               | 2011  | Martin Weisz    |
| I'm Tired (Phyllisa featuring Flo Rida)                               | 2012  | Kwame Kandekore |
| Danse (Tal featuring Flo Rida)                                        | 2013  | Matthieu Allard |